# Dainis Upelnieks
Dainis Upelnieks (Bauska, URSS, 1 de octubre de 1982) es un deportista letón que compite en tiro, en la modalidad de tiro al plato. En los Juegos Europeos de Cracovia 2023 consiguió una medalla de plata en la prueba de skeet.

## Palmarés internacional
| Juegos Europeos | Juegos Europeos    | Juegos Europeos  | Juegos Europeos |
| Año             | Lugar              | Medalla          | Prueba          |
| --------------- | ------------------ | ---------------- | --------------- |
| 2023            | Cracovia (Polonia) | Medalla de plata | Skeet           |